# Michael Paynter
Michael Paynter (nacido el 29 de enero de 1986 en Melbourne, Australia) es un cantautor y músico australiano. Firmó un contrato con Sony SBME, donde lanzará su álbum debut en 2011, titulado “This Welcome Diversion”. Michael ha lanzado tres sencillos del disco, “Closer”, “A Victim Song” y “Love the Fall”. En julio de 2010, Paynter lanzó el EP Love The Fall.

## Inicios
Michael empezó a tocar instrumentos a edad temprana, tocaba el piano a los siete, y aprendió a tocar la guitarra y la batería a los quince. A los 16 empezó a tocar con bandas en giras a través de Australia. Con respecto a la música, Paynter dijo: “era algo que iba a hacer, porque ilumina mi alma como nada más”.
Estudió leyes por un año, pero regresó a la música. Aunque le gustaba la escuela de leyes y piensa regresar, él dice que la elección era “hacer giras por el país o estudiar ”, y la decisión fue continuar en la música.
Paynter dijo que tocar la batería lo hace un mejor guitarrista, tocar la quitarra lo hace un mejor teclista y tocar los tres lo hace un mejor cantante.

## Carrera
Los críticos han elogiado la voz de Michael, a menudo lo comparan con John Farnham. Paynter dice que el título de su álbum debut, This Welcome Diversion fue inspirado por un anuncio en una revista de vuelo; su carrera musical es un desvío de su camino original, la escuela de leyes. Paynter escribió o coescribió todos los temas en This Welcome Diversion. Para grabar el disco Paynter viajó a Los Ángeles, donde trabajó con el productor Matt Wallace y el mezclador Brian Paturalski. This Welcome Diversion tiene interpretaciones de Josh Freese, Dorian Crozer, David Ryan Harris y Josh Fields.
El primer sencillo, “Closer”, fue descrito como una canción sobre “luchar por algo mejor”. Paynter escribió “Closer” junto a Gary Clark y dijo que se enamoró rápidamente de la canción. Dijo que “funciona porque los acordes y el ritmo son simples. Es como son las personas, en sus cabezas, no importa si es una relación o una carrera…” Para el álbum Paynter se sometió a un sesión de escritura durante cuatro meses, en la que trabajó con Wally Gagel, Phil Bucle y Julian Hamilton de The Presets. El segundo sencillo “A Victim Song”, fue lanzado el 15 de noviembre de 2008 en Australia.
This Welcome Diversion estaba previsto para ser lanzado en 2008, pero a pesar de su fecha de lanzamiento, fue retrazado hasta 2011. Después de haber lanzado dos sencillos, Paynter sentía que “no tenía el apoyo de la radio o una fuerte presencia en Internet”, él y su discográfica acordaron retrazar el lanzamiento del álbum. Paynter comenzó a hacer giras, sirviendo como acto de apoyo para Vanesa Amorosi, Shannon Noll, Newton Faulker y Seal. Entre las giras Sony le pagó los viajes para escribir de Londres a Los Ángeles
En 2010 se lanzó el sencillo “Love The Fall”, se convirtió en la canción más pedida en la radio australiana en la primera semana de julio. Hablando sobre el éxito del sencillo, Paynter dijo “No esperaba esta reacción. Pensé que tenía una gran oportunidad y una buena canción, pero no lo hubiera imaginado. Hace que cada frustración y viajes solitarios valieran la pena”. La canción presenta en las voces de fondo a The Veronicas, que también aparecieron en el video musical. Michael Paynter conoció a las gemelas en el ARIA Music Awards de 2008, y se convirtieron en los mejores amigos desde ese momento. También apoyó a The Veronicas en su gira Revenge is Sweeter.
El 9 de julio de 2010, Paynter lanzó su Ep Love The Fall, el cual contiene cinco canciones, entre ellas se encuentra Are You Alive?, que fue utilizada para promover el último episodio de la serie Lost. Después del lanzamiento de su Ep, Paynter regresó a Los Ángeles para terminar su álbum. Michael dijo de su carrera “Ha sido una bendición para mi. No creo que muchos artistas llegan a hacer su grabación debut dos veces. Creo que si la mayoría de los artistas tuvieran la oportunidad de hacerlo otra vez, lo harían”.

## Discografía
- 2011 This Welcome Diversion